# Salperton
Salperton är en by i civil parish Hazleton, i distriktet Cotswold, i grevskapet Gloucestershire i England. Byn är belägen 18 km från Cirencester. Salperton var en civil parish fram till 1935 när blev den en del av Haselton. Civil parish hade 92 invånare år 1931. Byn nämndes i Domedagsboken (Domesday Book) år 1086, och kallades då Salpretune.